# 荃威花園空姐衣櫃藏屍案
荃威花園空姐衣櫃藏屍案是2013年在香港荃灣荃威花園發生的一件命案，兇手莫俊賢因為不滿身為港龍航空空中服務員的前女友陳曼儀已另結新歡而與之發生衝突，最後將她勒斃，並將其尸體藏匿於其房間的衣櫃內。犯案後，莫俊賢潛逃到深圳市龍崗區，惟最終於3年後被中國大陸公安在龍崗區橫崗街道湛寶路一家美髮店內抓獲，之後被移交至香港警方，並控以謀殺、盜竊及企圖盜竊罪名。2018年5月11日，香港高等法院裁定莫俊賢3項罪名成立，判處終身監禁及監禁9個月，刑期同期執行。

## 背景
案中死者陳曼儀（26歲），洋名Arbe，與父母及兩名胞妹同住荃灣荃威花園D座23樓的寓所，她與兩胞妹共用睡房，案發時其二妹正於新加坡留學。陳曼儀曾就讀聖公會林護紀念中學，在學時曾獲颁授服務范畴的獎學金，她其後畢業於香港中文大學，隨後入職港龍航空，並在港龍114訓練班受訓，至2010年正式成為空中服務員，主要执勤短途內地航班，故工作時間不定。陳曼儀成長在小康家庭，與家人關係和睦，而且性格乖巧孝順、活潑開朗，因此深得親友疼愛。
兇手莫俊賢，洋名Oscar，原藉深圳，自1993年起與父母居住在天耀邨，父親擁有一家中港運輸公司，由母親負責打理。他於天水圍成長，1999年曾在聖約翰救傷隊學習過急救課程，但不合格，故未能獲取認可證書。他中五畢業後曾在財務公司工作，其後轉到利嘉閣從事地產經紀，他先後在利嘉閣的元朗及港景峯分行工作，至2013年7月辭職，之後便游手好闲。他在闲暇時間喜歡打籃球，自中學時期起加入了區內的業餘球隊「中央青年」，並成為隊內的主力射手，逢星期四晚上8時半至11時都會到天水圍公園或天暉路體育館的籃球場參與球隊練習，鮮少缺席。莫俊賢是個很要面子的人，經常會對朋友吹噓自己的泡妞手段，而且他時常向隊友們借錢，令隊友們為他冠以「阿水」這暱稱，但隊友們都不覺得他性情暴戾。
2012年11月，莫俊賢在蘭桂坊的酒吧消遣時結識了陳曼儀，二人一見鍾情、十分投契，故在當晚即發生了性關係，翌日更成為情侶。在一起後，二人一度很幸福快樂，莫俊賢對陳曼儀百般遷就、非常珍惜，亦經常到不同地方遊玩；而陳曼儀出勤到各地的時候也會購買手信討莫俊賢歡心，甚至不時在下班後到「中央青年」的籃球比賽現場觀賽打氣。雖然二人非常恩愛，但陳曼儀偶爾會對莫俊賢無理取鬧，而且在2013年1至2月間，莫俊賢發現陳曼儀曾瞞着他到一名飛機師的家裡，同時陳曼儀又有誤會他與另一女子在WhatsApp傳情，令他憤怒得和陳曼儀發生爭執及提出分手，但與陳曼儀傾談後他決定原諒，繼續二人情侶關係。然而在2013年8月後期，由於莫俊賢已辭去地產經紀的工作，而且又染上賭球習慣，導致經常要向親友借錢，他更把陳曼儀當成「人肉提款機」，令陳曼儀的經濟亦陷入困難，二人關係迅速惡化。

## 案發經過
2013年9月4日，莫俊賢與陳曼儀在屯門黃金海岸酒店的房間內因錢銀問題而發生爭執，期間莫俊賢向陳曼儀施以捏頸、掩口等襲擊行為，莫俊賢甚至恐嚇她。翌日，她在另一間酒店的大堂向當值保安求助及報警，莫俊賢因而被捕，但經屯門裁判法院審理後，只判處他以1,000元自簽保守行為1年及沒收其手機數個月，不留下案底。經歷此衝突事件後，二人隨即分手，故陳曼儀也封鎖了莫俊賢的Facebook帳號，以斷絕往來及重新出發。2013年11月，陳曼儀結識了新任男友胡華強，並發帖文道：
事過境遷，平靜下來，有一點劫後餘生，苦盡甘來的感覺。連呼吸到的空氣，也是甜美的。謝謝你的殘忍，謝謝你的人性滅絕，讓我可以離開你，然後重生。如果苦盡真的是甘來了，我想，我已經遇上我的天使。——陳曼儀於2013年11月25日下午6時12分發出的Facebook帖文
另一邊厢，莫俊賢原本的Facebook帳號雖然正被陳曼儀封鎖著，但他卻另開帳號暗中觀察陳曼儀的生活，看見陳曼儀已另結新歡的帖文後，他感到非常妒忌及憤怒。至守行為完結後，他從警方手裡取回手機，立即查閲他們交往時保存的陳曼儀的港龍航空工作時間表，隨即發現陳曼儀需要在2013年12月4日下午4時半出勤至長沙，而其後2天均不用上班，同時他可以確定那時陳曼儀家裡是沒有其他人的，於是他於12月4日下午1時50分到陳曼儀的寓所門外守候。過了約40分鐘，陳曼儀打開家門離家上班，因此他立即衝進屋內，與陳曼儀請求復合，但陳曼儀表示自己已與胡華強在一起，二人因而爭執起來。至下午3時，他要求陳曼儀致電回公司請病假，以繼續請求復合，惟最終失敗加上演變成了激烈爭執。在爭執中，莫俊賢利用雙手和陳曼儀身上的港龍航空制服圍巾勒著其頸部，而她挣扎的力氣不及莫俊賢，最後她被勒至失禁，失去呼吸及脈搏。莫俊賢自知闖禍，於是將陳曼儀上班用的制服、高跟鞋、手袋等物品放在其床上，將其行李箱搬到主人房的衣櫃頂，再把屍體藏在其衣櫃深處，以一些衣物掩蓋著，藉以營造出已離家上班的感覺。處理好現場後，莫俊賢拿走了陳曼儀的LG手機及1張提款卡，並在下午5時17分離開陳曼儀家。約50分鐘後，他前往荃灣站的自動櫃員機試圖用陳曼儀的提款卡提款，以取得更多金錢潛逃，惟他輸入了陳曼儀過往告訴他的密碼，櫃員機顯示密碼錯誤，無法提款，試了1次離去，並將提款卡丟掉。之後他回到自己家裡收拾細軟，取走其父母10多萬元款項，在晚上約7至8時經皇崗口岸到達內地。在餐廳吃完晚飯後，他返回香港打算自首，惟到了旺角警署門外又沒有勇氣，故留在香港住了幾天賓館。那幾天，他刪掉陳曼儀手機內的全部資料，拿到旺角先達廣場，以港幣1,200元售出。他亦約了數名朋友聊天打籃球，且向好友曾善賢剖白殺人事件，並到酒吧玩樂。

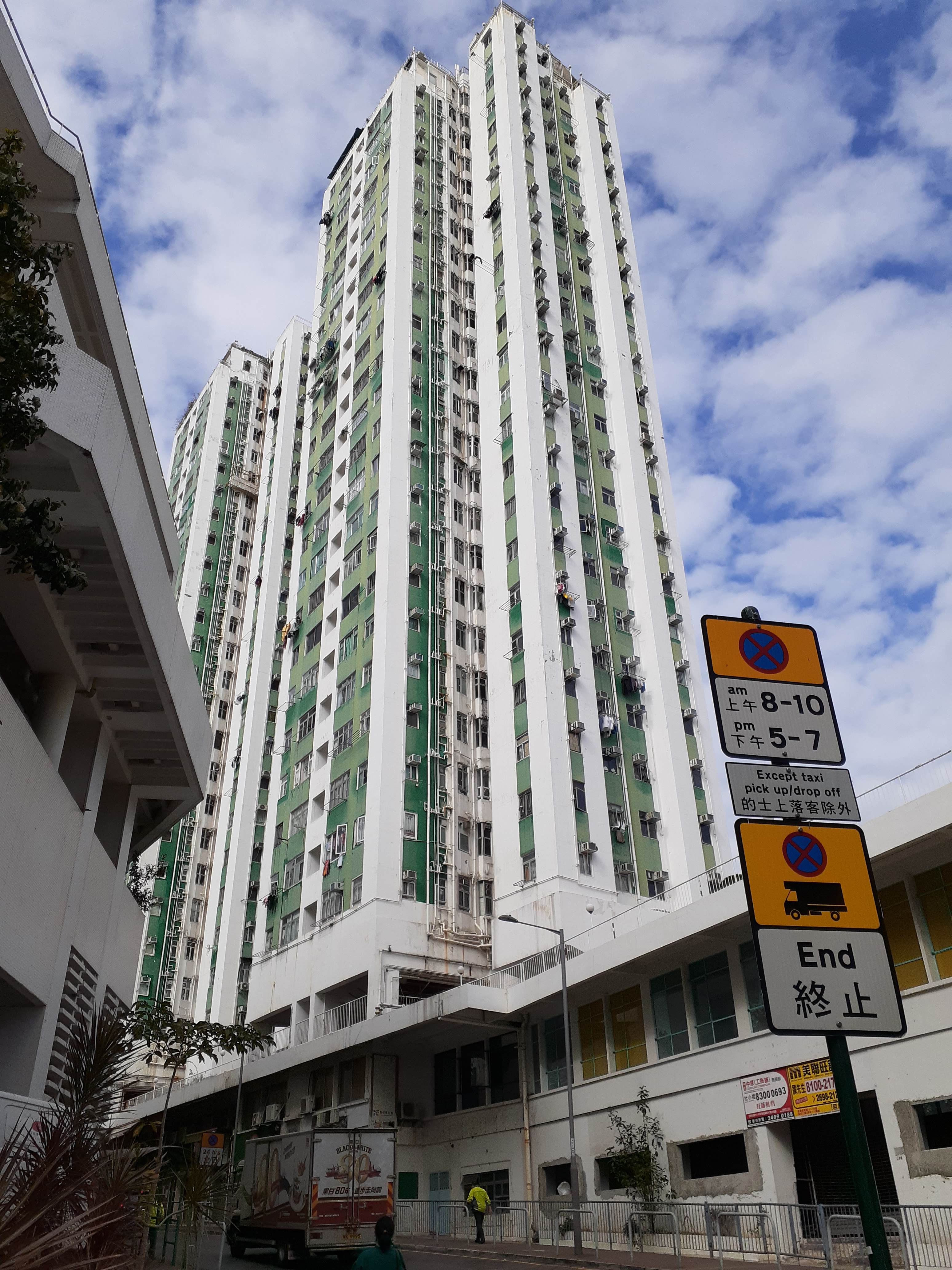
案發單位所在的荃威花園D座

12月8日凌晨2時，同事李浩境致電陳曼儀的么妹，指她在12月7日曠工，且已失聯多天。陳曼儀的家人遂打算在家中尋找她上班用的行李箱，期間其么妹檢查她的睡床時，發現她上班的制服、高跟鞋、手袋等物品被被子蓋著；凌晨2时10分，父親打開了陳曼儀的衣櫃，發現她的屍體屈在裡面，被一些衣物掩蓋著，身穿整齊的港龍航空制服。家人立即報警，其後法醫及救護員到場證實陳曼儀已死亡，並判斷她是被勒殺而窒息致死。由於屍體藏在放著樟腦、臭丸的衣櫃內，還蓋上衣物，而且當時天氣較涼爽乾燥，屍體腐爛減慢，加上腐臭味亦大多被隔絕，家人難以及早察覺。

### 潛逃
2013年12月7日晚上，莫俊賢再次經皇崗口岸潛逃到深圳市，前往數名相熟親友在龍崗區的家中匿藏。由於他原藉深圳，有不少親友居於當地，可以給予他藏身地，加上父母開辦中港運輸公司，能定期提供充足資金。在潛逃生涯初期，莫俊賢害怕被人認出自己是殺人通緝犯，不敢外出，但不久便覺得蝸在家裡的生活過於無聊，於是找了份工廠黑工及拿著從父母取走的10多萬元過活，同時開始四處泡夜店泡妞、遊山玩水，生活得多姿多彩。2014年中，他與新任女友陷入熱戀，對方更在隨後懷孕，於2015年誕下1子。但女友父親對懷孕一事非常生氣，與莫俊賢關係不和。兒子滿月時，莫俊賢才將殺人一事告知女友，惟女友因為深愛着他及已育有兒子的關係，沒有舉報。此時，莫俊賢與女友及兒子同住在牛始埔村逾千呎的豪宅大屋，由女友包吃包住，且經常無所事事地向女友及親友索錢，甚至在外面搭上其他女子，因此令女友父親看他十分不順眼；女友父親在網上搜尋他的資料後，發現他在香港涉及謀殺案，遂向香港警方作出匿名舉報。香港警方在掌握莫俊賢的藏身資訊後，於2016年10月24日向內地公安求助，公安發現他在龍崗區及惠陽區出沒的蹤跡。10月29日晚上10時，公安趁他在橫崗街道湛寶路一家美髮店裡消費時將他拘捕，之後把他關押在深圳市第一看守所內，至2017年2月1日下午約4時經皇崗口岸移交予香港警方。

## 審訊
2018年4月20日，案件於香港高等法院開審。控罪指被告莫俊賢於2013年12月4日在荃威花園D座23樓一單位內，謀殺26歲女子陳曼儀。法官表示，被告否認1項謀殺罪但提出承認誤殺罪，控方不接納。（案件編號：HCCC 243/2017）
高等法院檢控官程慧明宣讀開案陳詞，指出受害者陳曼儀生前為港龍航空的空中服務員，亦與莫俊賢曾是情侶，二人交往了約10個月後分手。2013年12月8日凌晨，陳曼儀的家人因發現陳曼儀已失聯多天，遂在家中打算找尋她上班用的行李箱，其間其父親打開了肇事衣櫃，並發現了她的屍體屈在衣櫃內。法醫檢驗屍體後確認陳曼儀是死於窒息，判斷她應該是被勒殺。莫俊賢在案發後潛逃到內地，之後在內地被捕並移交回香港。莫俊賢在警誡下供稱曾在2013年12月4日登門到陳曼儀的家中要求復合，並得到答允，但隨後莫俊賢在其手機中得悉她結交了新男友，故被憤怒蒙蔽，並在衝動下將陳曼儀掐毙，然後將其屍體藏於衣櫃內便離去。事後莫俊賢主動向友人透露殺了人。

### 證人作供

#### 受害者親友
陳曼儀的父親出庭作供指，2013年12月8日凌晨，他和妻子被么女（即陳曼儀的么妹）喚醒，么女稱已經數天沒有見過大姊陳曼儀，很憂心，所以3人決定在寓所內尋找陳曼儀工作的行李箱，判斷她有否外出上班。父親打開肇事衣櫃打算找尋，但察覺裡面的衣服疊得較往常高，還嗅到少許臭味，便揭開衣服，赫然看見陳曼儀雙腿屈曲躺在衣櫃內。他當時用手指輕碰陳曼儀的大腿，觀察她有沒有反應，惟觸碰她感到十分冰冷，估計她已離世，遂着妻子及么女報警。警方到場調查一整天，陳氏一家亦沒有回家度宿，至翌日才回到家裡，那刻他才在主人房櫃頂最內的隱蔽位置找到陳曼儀的工作行李箱。此外，陳曼儀的父親亦承認，案發翌日（12月5日），他曾發現陳曼儀睡房房門的門鎖鬆了，且肇事衣櫃的趟門方向也被錯誤放置，因此他當時修正了這2扇門。另外，控方亦在庭上播放陳曼儀在12月4日案發當天下午3時許致電港龍航空請假的電話錄音，陳曼儀的父親聽過錄音後確認該聲音屬於其長女，但形容她當時的對答非常不流暢，而且好像很害怕，與平日溫柔、流暢說話方式有異。
么妹出庭作供表示，在12月4日案發當天，她回到家時察覺肇事衣櫃的趟門被錯誤放置，惟需要糾正回正確位置的話要十分吃力，她便暫時沒有理會。至12月8日凌晨2时10分發現其姊陳曼儀的屍體前，她接獲其同事李浩境來電，得悉陳曼儀既曠工又已失聯多天，覺得極不尋常，於是先登入其姊的公司內聯網查看其工作時間表，發現在12月7日一欄顯示著「No Show」，然後再在家中尋找其姊的物品，以找出線索。其後她檢查陳曼儀的睡床，發現她上班用的制服、高跟鞋、手袋等物品被被子蓋著；么妹認為事態嚴重，遂叫醒父母告知事件並一起搜索其餘屬於其姊的物品。不久，其父親在陳曼儀的房間內搜索時發現了其屍體，么妹得悉後立即走近該房間，並看到一雙腿從肇事衣櫃內露出，她當時大約知道那是她姊姊，便着其父親不要碰任何物件並報警。另外，控方亦有向么妹播放陳曼儀的請假錄音，她指姊姊平時說話較大聲響亮，語氣淡定流暢，但錄音內的聲線則有點颤抖，與平時不同。此外，么妹在庭上認出莫俊賢為其姊的前男友，並指其姊其實早已有和他分手的念頭，惟他不願意，因此當時無法分手。
陳曼儀的同事李浩境作供，指他本人與陳曼儀因是同期加入港龍航空受訓而結為好友，平日會經常傾談私事，他知悉陳曼儀曾有男朋友名叫Oscar，但他知道陳曼儀與Oscar為情侶同時，又有和一名飛機師相好，而陳曼儀則表示與飛機師僅屬朋友關係。12月7日，李浩境從北京返港下班，留意到陳曼儀自12月4日下午3時55分後沒有再在WhatsApp上線，而且當天她還曠工，於是致電，但卻打不通，遂向同事查問陳曼儀家人的聯絡方法，輾轉下終聯繫上其么妹，不久李浩境獲告知陳曼儀的屍體在其寓所內被找到。而陳曼儀的新任男朋友胡華強作供表示，他在一次遊艇聚會中認識陳曼儀，在案發前約1個月二人一同前往北京並發展成為情侶。他最後一次和陳曼儀約會見面是在12月1日，最後在WhatsApp通訊則是在12月4日中午，隨後在當天晚上11時半再給她發訊息和致電，惟均沒有得到回覆，又於12月6日向她的一名朋友詢問其下落，對方翌日回覆他說也找不到陳曼儀。直至12月8日他才接獲朋友通知陳曼儀已離世。

#### 被告朋友
莫俊賢的好友曾善賢作供時表示，互相自中一時認識，至畢業後關係仍頗良好，不時會相約見面。她指莫俊賢自從與陳曼儀開始交往後就變得專一，故覺得莫俊賢很喜歡陳曼儀，而她亦知悉兩人在2013年9月時曾經發生了某些事件，但不知道其後他們的關係究竟如何。至案發後2天（12月6日）晚上10時許，莫俊賢在曾善賢下班時約她見面，並表示「發生了頗嚴重的事情」。她赴約後詢問莫俊賢發生何事，同時對事情猜測了數次，但均被莫俊賢否認，她繼續打趣猜測追問：「你殺了人嗎？」，莫俊賢回應她猜中了。稍後他們購買啤酒到九龍城政府合署外坐下傾談。莫俊賢向她道出自己早在9月的衝突時已經想殺死陳曼儀，之後他從警察手裡取回了手機，因此能夠查閱陳曼儀的上班時間表；他表示自己與陳曼儀分手後心裡很難受、很辛苦，而且得知陳曼儀需在12月4日上班，故挑選了下午約4時她要出門上班的時間在其家門口守候，待她一開門就衝進屋裡。莫俊賢稱進屋後曾與她聊天，之後便殺害她，屍體放了在其衣櫃內，並用了一些衣物蓋著。莫俊賢指因陳曼儀在當天已請了病假，及後2天也會休假，其家人會以為她已上班，所以最快也應在3天後才會被發現。曾善賢問莫俊賢是如何殺死陳曼儀，莫俊賢隨即以雙手做出擠壓的動作，又指了指自己的頸，她便理解陳曼儀是被扼斃。她又問莫俊賢為何這麼衝動，莫俊賢舉例子說明，指小時候堂妹到其家中拿了他的遊戲機把玩，當時大人們都着他讓予堂妹，但他卻把遊戲機丟下街，因為：「我得不到的東西也絕不會讓給別人」。他亦表示自己在殺人後仍能安睡。講述完殺人事件後，他們一同到附近的酒吧喝酒玩樂至清晨4時許，離開酒吧時二人都很清醒，然後到快餐店一同吃早餐，莫俊賢其後表示不懂回家的路，曾善賢遂在清晨6時許帶他到一間賓館後與他分別。
莫俊賢的「中央青年」籃球隊隊友趙溢豐及葉志城作供稱，他們於2005年在球隊認識莫俊賢，互相經常一同參賽和練習。趙溢豐指在12月5日晚上9時，莫俊賢雖然出席了球隊當天的練習，但稱弄傷腳而沒有下場參與，並在場外與隊友們有說有笑，表現冷靜。此外，他在當晚曾看到莫俊賢的頸前方上有2條像是被人爪過的傷痕，在查問下莫俊賢稱是因為與朋友玩才造成，笑說：「只是吻痕而已」，由於他知道莫俊賢有女友，故沒有多加懷疑。而葉志城亦有看見莫俊賢頸上的傷痕，但他沒有查問其有關傷勢。他形容該2條傷痕呈微紅色，有5至6厘米長。至11時球隊練習結束後，莫俊賢沒有像以往一樣跟著同住天水圍的隊友一起離去，而是與住在元朗的隊友乘車到該處，之後不知去向。

### 被告供詞

#### 警誡供詞
控方在庭上播放被告莫俊賢被拘捕移交回香港4個月後，在荃灣警署與警方的錄影警誡供詞，莫俊賢稱自己並非存心殺害受害者陳曼儀，他透露自己與陳曼儀為情侶時尚算恩愛，直至2013年約1至2月間，他與陳曼儀發生了數次爭執，於是他們到9月左右時決定先過一段「冷靜期」，沒有分手。12月4日，他想要去陳曼儀家中取回一些衣物，於是他在下午約1時到達陳曼儀家門口，並由陳曼儀開門接應，那時家裡沒有其他人。同時他亦希望修補雙方關係，因此與陳曼儀傾談了約半小時後成功得到其答允，陳曼儀亦隨即致電港龍航空請病假以便與他共進晚餐。此時，為莫俊賢錄影口供的警員質問他：「你明知道陳曼儀當時需要上班，為何還上去她家裡？」莫俊賢則回應指是陳曼儀要求他當時登門，他也不知道陳曼儀的工作時間表。
及後，陳曼儀去上廁所時其手機響起，莫俊賢查看下發現陳曼儀已結識了另一名男子（應為胡華強）談戀愛，於是他質問陳曼儀為何欺騙他，陳曼儀回應時態度倔強，令他認為陳曼儀背叛了他、給了他假希望，又回想起陳曼儀曾對他有所隐瞞，故感到十分失望和憤怒，在盛怒下失去理性，將陳曼儀按在地上並緊掐著其頸項，直至察覺陳曼儀因失禁而弄濕地面才鬆手；他見狀立即向陳曼儀施行心肺復蘇，急救了約10分鐘後仍沒有反應，那刻嚇呆了，覺得非常驚慌害怕，之後將陳曼儀隨便放進衣櫃內並用雜物掩蓋著，以爭取時間逃走。

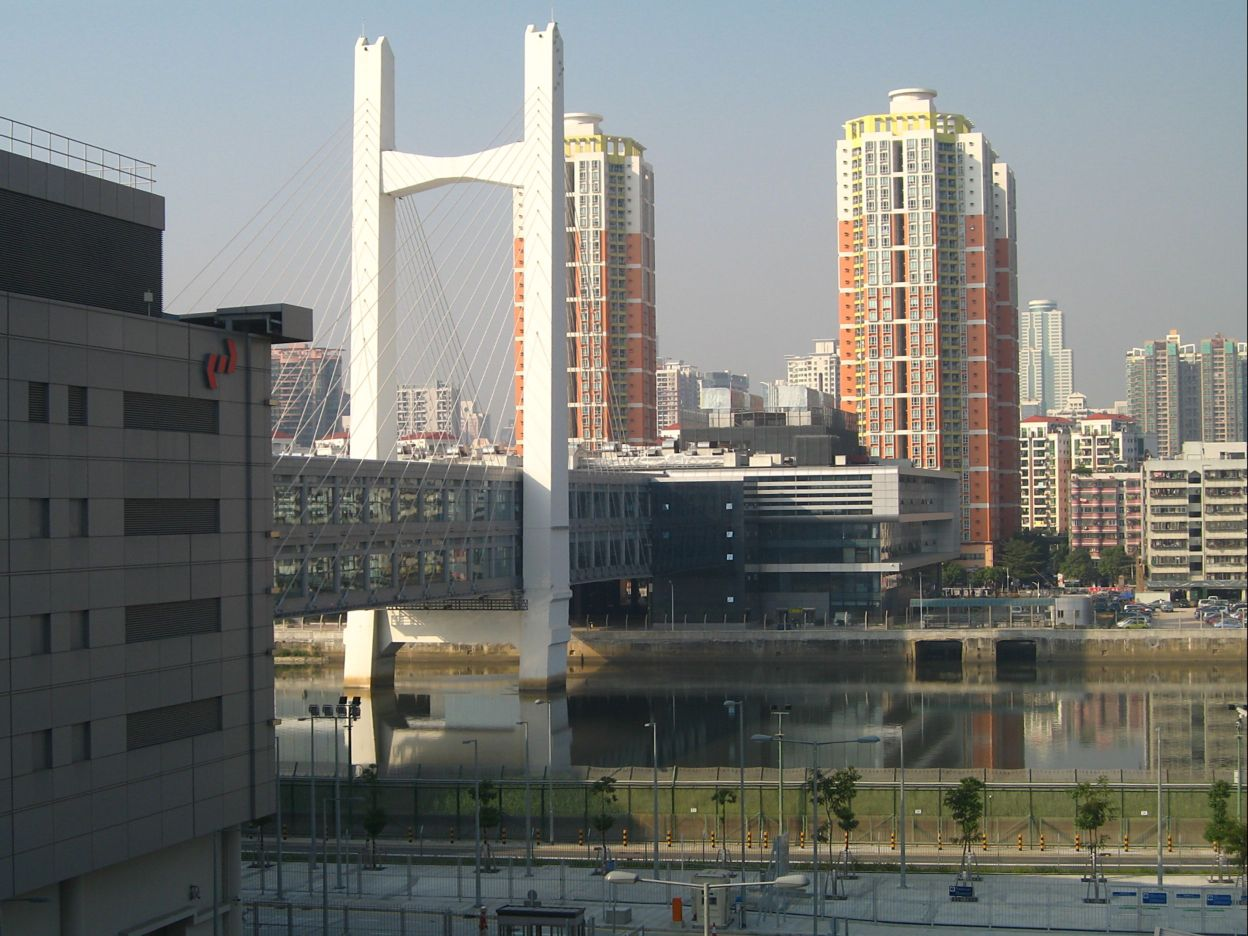
莫俊賢曾2度經落馬洲皇崗口岸潛逃離港，並在深圳龍崗區匿藏3年後被捕。

離開案發單位現場後，莫俊賢回家收拾細軟，於晚上約7至8時經皇崗口岸到達內地，吃完晚飯後，他打算回香港自首，惟他到了警署門外又沒有勇氣，遂在附近的賓館休息一晚；翌日，他打算找朋友傾訴殺了人一事，但最後還是不敢說，他離開朋友後在元朗一間賓館再過了一晚；案發後第3天，他獨自看了一場電影，之後與好友曾善賢傾談，然後他再次在賓館過夜；第4天，他又約朋友見面，但同樣因為不敢道出殺人事件，過了不久便離開。莫俊賢從家中取了父母10多萬元現金潛逃離港，然後便居住在深圳龍崗區某賓館內，直至3年後被捕。在錄影尾聲，他透露自己在內地潛逃時結識了新女友，且誕下了1名兒子，因此非常擔心兒子的近況，同時亦向在潛逃時因自己內疚而久未聯絡的家人及陳曼儀的親屬懺悔。

#### 被告自辯
莫俊賢出庭自辯表示，2012年11月左右，他在酒吧結識了陳曼儀，翌日成為了情侶。他覺得陳曼儀是他的「Miss Right」，因此盡力改善自己，滿足陳曼儀的喜好。他形容陳曼儀為人很能玩，但脾氣有點霸道，有時候會無理取鬧。至2013年9月，二人發生爭執並陷入「冷靜期」，但他在這段期對陳曼儀的喜愛比以往更強烈。12月4日，他應陳曼儀邀約到其家中取回衣物過冬，他登門時有按門鈴，還打了招呼和脫鞋才進屋；他展示誠意，稱自己辭掉了她不喜歡的地產經紀工作，她對此感到滿意而願意復合，並致電公司「裝病」請病假，準備晚上一起吃飯和看電影。
及後，二人到房間裡拿衣物時，陳曼儀一度離開了房間，但其手機放了在桌上，他在好奇下偷看了陳曼儀與另一名男子（應為胡華強）的WhatsApp對話，發現陳曼儀向對方傳送了照片，展示其親手編織的物件，對方則以「老婆」來稱呼陳曼儀。他立即質問陳曼儀：「你是想要戲弄我？你們上床了嗎？我有什麼比不上他？」陳曼儀便指自己在一次北京「Layover」時，已經與該男子發生性行為，並稱答應復合只是欺騙玩弄他而已，然後更以粗言穢語侮辱和挑衅他。在爭執期間，陳曼儀一直試圖搶回其手機，故抓和捶了他的背部，甚至還用雙手掐着他頸項，導致他無法呼吸且更加憤怒，因此他轉身拉走陳曼儀雙手並反掐其頸部。他形容自己當時失控，頭腦一片空白，沒有感覺，不知道掐了她多久，不記得她是臉朝上或下。直至感覺到腳旁濕了才恢復了意識，發現自己坐了在陳曼儀身上，並察覺陳曼儀已完全沒有反應和呼吸脈搏，他醒覺到自己殺了人，因此立即向陳曼儀施行心肺復蘇，惟雙手無力。他感到迷惘和驚慌，但沒勇氣報警求助，遂抱起陳曼儀放進衣櫃裡掩藏，並將其個人物品放在其床铺上。
然後他回到自己家裡收拾細軟，並取走其父母10多萬元的公司款項後便臨時去了內地，但數小時後又折返回港打算自首，但最終沒有勇氣走進警署而放棄自首。12月6日晚上，他相約好友曾善賢傾談，表示自己在殺人後得到「解脫」，因為不用再被陳曼儀欺騙和背叛，之後他與曾善賢便一直喝酒至醉倒，故他對當晚的事情大部分也沒印象。但他否認曾善賢在庭上指他在較早之前已想殺陳曼儀一說，亦否認自己在案發當天是強行衝進陳曼儀的寓所，並稱他小時候將遊戲機扔下街一事是沒有發生過的。12月7日晚上，他再經皇崗口岸離港，成功潛逃，並在深圳龍崗區一直居住至被捕。在潛逃期間，他心裡愧疚不安，需要喝酒和服用安眠藥才能稍稍入睡。而且他當時曾服食約20顆安眠藥並試圖燒炭自殺，但因為藥力和酒精的關係，他沒有耐心，在未點燃炭爐前就睡着了。他指被捕對他而言是個解脫，他對於自己一時衝動而奪去了一條性命感到非常內疚和後悔，認為如何也無法補救。

##### 控方反駁
控方質疑莫俊賢的供詞前言不對後語，認為他以「事隔多年而對很多細節沒印象」作捏造案情的籍口。例如他曾詳細闡述殺害陳曼儀後將其個人物品逐一收拾好的各個位置，指是因為警方在錄取口供時提供了現場照片才憶起相關位置，但控方指出警方沒有向他展示過任何照片，只出示了證物。控方亦指出案發前莫俊賢其實早已與陳曼儀分了手，他向曾善賢透露殺人事件時，曾說過「分手後心裡很難受、很辛苦」，顯示出那時他承認了與陳曼儀已分手，並非處於「冷靜期」。另外，從閉路電視片段可見，他與曾善賢在酒吧喝酒玩樂後離開時是步履穩健的，並不是莫俊賢供詞所稱的醉得不清醒。控方再根據曾善賢的供詞，反駁莫俊賢聲稱自己不知道陳曼儀的工作時間表為謊言，因為他是在得悉時間表後，先在陳曼儀家門外埋伏了約40分鐘，待陳曼儀出門上班時衝進屋內，再強迫陳曼儀致電其公司請假，並與陳曼儀爭執談判1個多小時後得知二人復合無望，覺得「我得不到的東西也絕不會讓給別人」，於是殺害陳曼儀；供詞所述的與陳曼儀約好上門取衣物、要求復合成功但從陳曼儀的WhatsApp對話發現已另結新歡、被陳曼儀挑釁及戲弄、殺人時意識在失控的狀態等說法，均是子虛烏有。他指自己發現陳曼儀奄奄一息，曾「嘗試盡力令她甦醒回來」，選擇以自己在1999年的興趣班學過、但不合格且近乎忘記的急救知識替她急救，此舉非常不合理，正常應該叫救護車才是最有效辦法，故質疑他根本是存心殺害陳曼儀。控方亦指莫俊賢的妒忌心及佔有欲很強，他並非透過陳曼儀的WhatsApp對話發現她有新男友，而是從Facebook窺探得知；陳曼儀與莫俊賢分手後，封鎖了他的Facebook帳號，但他稍後即開設了新帳號以暗中觀察陳曼儀的生活，並得悉陳曼儀有了新男友後，便如「我得不到的東西也絕不會讓給別人」那樣，因愛成恨而要殺害陳曼儀。而莫俊賢則全盤否認控方對其證供的反駁，表示他與曾善賢可能因酒精影響而不太清醒，部分對話也不準確，因此指出曾善賢的供詞有誤。

### 專家證供
負責替陳曼儀驗屍的衞生署高級法醫賴世澤出庭作供時指，2013年12月8日清晨，他到了陳曼儀屍體被發現的睡房作初步觀察，看見陳曼儀側躺在肇事衣櫃的下層，身體如嬰兒般蜷曲著，身穿着整齊的港龍航空制服，制服裙子被捲起至露出內褲，頸上帶有半圈圍巾，頸部有橫向長形的瘀傷，頭部稍微下垂，舌頭微微伸出，鼻孔及眼睛流出血水，臉部嚴重浮腫，臉色因缺氧而呈現藍色，估計是因為陳曼儀的頸部曾經受壓令血液積壓在頭部，加上屍體被長時間以頭下腳上的姿勢擺放所引致；而屍體四肢十分僵硬，他需要用力鬆開其關節才可將之抬離衣櫃。2天後，他為陳曼儀的屍體作詳細驗屍，證實其死因為窒息，確認屍體身軀沒任何損傷，但其右眼因微絲血管爆裂而充血，而且肺部已經開始分解。此外，他發現頸部共有5個傷處，包括2道橫向的擦傷和3條垂直但不明顯的抓痕，而且頸背肌肉亦有拉傷，故推斷其中2道橫向傷痕是由帶狀軟物勒成，例如陳曼儀離世時頸上所帶著的制服圍巾；而其餘傷痕則可能是陳曼儀掙扎試圖扯開勒著她的物件所造成。另外，他發現陳曼儀大腿上有瘀傷，故相信兇手在勒殺陳曼儀時，雙膝跪在其大腿上。他同時指出屍體的喉嚨軟骨並沒有碎裂，而且其頸部有橫間狀瘀傷，以雙手捏斃需要讓手指力量集中在一點捏緊，難以劃出橫間狀傷痕，因此不認為陳曼儀是如莫俊賢供稱那樣被雙手捏斃。他表示，如莫俊賢的口供所述，將陳曼儀按倒在地上後捏頸的狀況是不會令其後頸承受重壓，故沒可能導致其頸背肌肉拉傷。另外，屍體的胸骨及胸口沒有任何傷痕，但莫俊賢在口供曾稱自己有替陳曼儀施行約10多分鐘的心肺復蘇，而心肺復蘇是需要以每分鐘60至100次的頻率重覆按壓病人胸部，若莫俊賢有認真進行急救，屍體的胸部皮膚及以下組織會留有瘀傷或受壓痕跡，因而帶出莫俊賢的口供與實際並不一致。同時，他指陳曼儀在最後失去知覺的失禁無法反映到其死亡，因為經歷著極大恐懼和痛楚亦能引致失禁；若莫俊賢於當刻立即為陳曼儀進行急救，很大機會能救回陳曼儀，故他非常質疑莫俊賢有否嘗試拯救過陳曼儀。

### 結案陳詞
控辯雙方結案陳詞。控方向陪審團指出莫俊賢在審訊期間多次更改供詞，而且其證供與多名證人的供詞不符，應審視其供詞的可信性。此外，控方指其好友曾善賢已將得知的內容坦白地在庭上說明，且曾善賢並沒有任何動機要誣陷他。同時，他在案發後表現得非常鎮定、毫不慌亂，例如案發後以陳曼儀的提款卡提款、相約好友消遣等，故認為他是有預謀殺人、一切盡在其計劃之中。此外，控方以他潛逃後仍組織家庭一事，指出他為人自私、不負責任，除了對殺害陳曼儀毫無悔意並企圖在證詞上誣衊她之外，還會因為可能被拘捕入獄而無法給兒子幸福的家庭。而辯方就強調莫俊賢並非有計劃殺人，表示他犯案後沒急著逃離現場、而且還向好友透露自己犯案，同時指控方亦無法拿出他犯案前有否預知陳曼儀家裡情況的證據，認為他是沒有預謀犯案。

## 判決
2018年5月8日，主審法官邱智立引導陪審團裁決，指各證人的證供或會因為事隔久遠而不準確，但不準確的地方要疑點利益歸於被告。邱智立斥責莫俊賢因為自己的妒忌心和佔有慾，而奪去了陳曼儀年輕貌美、尚有大好前途的寶貴生命。莫俊賢口裡說著自己深感懊悔及深愛著陳曼儀，但在身上完全看不出來；他為求脫罪，在審訊中毫不尊重地連番編造謊言指控陳曼儀，令其私隱被呈堂公審；在殺害了自己的愛人後，竟能如此冷血及冷靜地偷去其財物變賣，令人難以想像和震驚；甚至案發後在潛逃時，還結識新女友為他生孩子，明顯完全沒替兒子和女友以後的幸福和未來着想，是極度不負責任的行為。莫俊賢亦明顯沒有在2013年9月二人衝突之事裡汲取教訓。邱智立指明白嚴厲處罰莫俊賢會導致其家庭失去依靠，但法庭必須依例嚴惩。
由5男2女組成的陪審團退庭商議4小時後，以6比1大比數裁定被告莫俊賢謀殺罪名成立，加上他在審訊前已承認的1項盜竊及1項企圖盜竊罪，共被判處終身監禁及監禁9個月，全部刑期同期執行。

### 上訴
2020年3月26日，莫俊賢不服判決，向高等法院提出上訴。代表他的辯方律師質疑，主審法官在引導陪審團的過程中有誤導之嫌，因為法官當時提及莫俊賢在2013年9月曾「Mistreated」陳曼儀，會導致陪審團有先入為主的感覺，並傾向相信陳曼儀是遭到莫俊賢的「Mistreated」而與之分手，之後莫俊賢因出於妒忌而有預謀地重施故技殺害陳曼儀，這樣會使莫俊賢得不到公平的裁決。辯方亦認為，裁判法院當時就此事件只判處莫俊賢自簽守行為，故沒有留下案底，審訊過程沒有提及此事件的必要。此外，辯方質疑莫俊賢的好友曾善賢的供詞有糢糊的地方，指控方不應完全依賴其證供。而律政司一方則回應表示「Mistreated」是控方對莫俊賢向受害者作出襲擊行為的概括，認為不屬於誤導，更是控方對莫俊賢的讓步；又稱控方有必要提及此事件，以證明二人的情侶關係其實早已完結，而並非莫俊賢供詞提及的「在冷靜期」。（上訴案件編號：CACC 144/2018）
4月22日，上訴法庭指，主審法官並沒有誤導陪審團，而莫俊賢亦得到十分公平的判決，因此駁回其上訴申請，維持原判。

## 註解
1. ↑  「水」在粵語有金錢的意思，而隊友們認為他經常「莫水」（沒錢）
2. ↑  因為陳曼儀在二人分手之後隨即更改了密碼。
3. ↑  航空術語，意思為：沒有出席上班
4. ↑  意思為：遇上對的人，認為是他的真愛
5. ↑  航空術語，意思為：非即日來回的工作，需要在當地過夜
6. ↑  意思為：不當對待。法庭在審訊過程中以此字來代替2013年9月二人衝突之事

## 外部連結
- HKSAR v. MOK CHUN YIN HCCC 243/2017（高等法院判詞）、CACC 144/2018（上訴法庭判詞）
- 荃威花園空姐衣櫃藏屍案相關YouTube影片 （页面存档备份，存于）